# Stromburg
Die Stromburg ist eine Spornburg auf 280 m ü. NHN am Rande des Soonwalds auf einem langgestreckten Bergsporn oberhalb von Stromberg im Hunsrück im rheinland-pfälzischen Landkreis Bad Kreuznach.

## Geschichte
Die Stromburg wurde vermutlich im 11. Jahrhundert erbaut und fand 1056 ihre erste urkundliche Erwähnung, als sich Graf Bertolf nach der Stromburg benannte. 1116 wurde sie durch den Mainzer Erzbischof Adalbert I. zerstört und wieder aufgebaut. Diese frühen Erwähnungen beziehen sich vermutlich auf die „alte Stromburg“ auf dem Pfarrköpfchen (siehe Burg Pfarrköpfchen).
Die erste sichere Erwähnung der Stromburg stammt von 1287. In ihrem Schutz entwickelte sich das Dorf Stromberg im Guldenbachtal, das erstmals 1344 erwähnt wurde.
Im Dreißigjährigen Krieg wurde die Burg mehrmals erobert und erst während des Pfälzischen Erbfolgekriegs am 3. März 1689 zerstört. Von der Burganlage sind noch die Schildmauer, der Bergfried, ein mächtiger Torturm sowie Teile des Berings und des Zwingers erhalten. Die Stromburg war Heimat von Hans Michael Elias von Obentraut, einem Reiterführer des Dreißigjährigen Krieges.
1977 bis 1981 wurden Teile der Burgruine saniert und, unter Hinzufügung moderner, heute das Aussehen prägender Teile, für eine gastronomische Nutzung ausgebaut. Im Gebäude befand sich nach einem erneuten, rund acht Millionen DM kostenden Ausbau seit 1994 ein Feinschmecker-Restaurant unter der Führung von Johann Lafer, das zuerst den Namen Le Val d’Or trug und 2019 Johanns Küche hieß. Seit Juli 2022 wird dort das Restaurant Das Kilger von Anthony Sarpong geleitet. Zusätzlich zum Restaurant wurden im Gebäude die rustikale Turmstube als Zweitrestaurant und das Stromburg-Hotel eingerichtet.